# Helena Costa
Pour les articles homonymes, voir Costa.
Helena Costa, née le 15 avril 1978 à Alhandra (Portugal), est une entraîneuse portugaise de football.

## Biographie

### Formations
Souhaitant devenir entraîneuse de football dès le plus jeune âge, elle prend son premier cours d'entraîneuse à l'association de football de Lisbonne alors qu'elle n'a pas terminé ses études de sciences du sport. À seulement 21 ans, elle obtient les meilleurs résultats de la promotion de 120 stagiaires. Elle enchaîne avec un Master en analyse du jeu et une formation d'entraîneuse UEFA et avec la Fédération portugaise de football.

### Débuts comme formatrice de jeunes footballeurs
En 1998, elle débute comme entraîneuse auxiliaire avec les jeunes du Benfica Lisbonne. De 1999 à 2004, elle occupe le poste d'entraîneuse principale des équipes de moins de 9 et des moins de 10 ans. En 2005, elle devient entraîneuse auxiliaire des moins de 17 ans toujours au sein du Benfica, avec qui elle atteint la 2e place du championnat national.

### Premiers pas comme entraîneuse d'équipe sénior
Sans quitter sa charge avec les jeunes du Benfica, elle accepte d'entraîner l'équipe sénior de la Sociedad de Recreación y Deportes Cheleirense pour la saison 2005-2006 laquelle remporte le championnat amateur régional Lisboa Liga Regional - Serie B, tout en étant recruteuse pour le Celtic Glasgow,.

### Avec des équipes féminines
La saison suivante, elle prend la charge de l'équipe féminine de l'Odivelas FC. Elle remporte plusieurs titres importants avec cette équipe tout en conservant son poste de formatrice au sein du Benfica.

### Comme sélectionneuse au Moyen-Orient
En 2010, elle accepte de quitter le Benfica pour Doha au Qatar afin de créer toutes les structures du football féminin de ce pays. Elle occupe ainsi la charge de sélectionneuse des équipes qatariennes junior et sénior.
En 2012, elle devient sélectionneuse nationale de l'équipe féminine d'Iran.

### Annonce puis renoncement de son poste d'entraîneuse en France
Le 7 mai 2014, à la suite de l'annonce du club de Clermont-Ferrand, elle devient la première femme à être susceptible d'entraîner une équipe professionnelle française masculine. Elle devait prendre en charge le club pour la saison 2014-2015. Le 23 juin 2014, le club annonce finalement qu'elle « décide de ne pas tenir ses engagements » et qu'elle n'entraînera pas le Clermont Foot.
Helena Costa explique qu'elle quitte son poste car c'est le directeur sportif qui a le dernier mot sur le recrutement, ce qu'elle qualifie de « total amateurisme ».

### Recruteuse
Helena Costa retrouve alors son ancien poste. Elle travaille pour la cellule de recrutement du Celtic Football Club où elle est responsable de la France, de l’Espagne et du Portugal.
Elle intègre la cellule recrutement de l'Eintracht Francfort à la saison 2017-2018, une première pour une femme en Championnat d'Allemagne de football.